# Ursina Caflisch

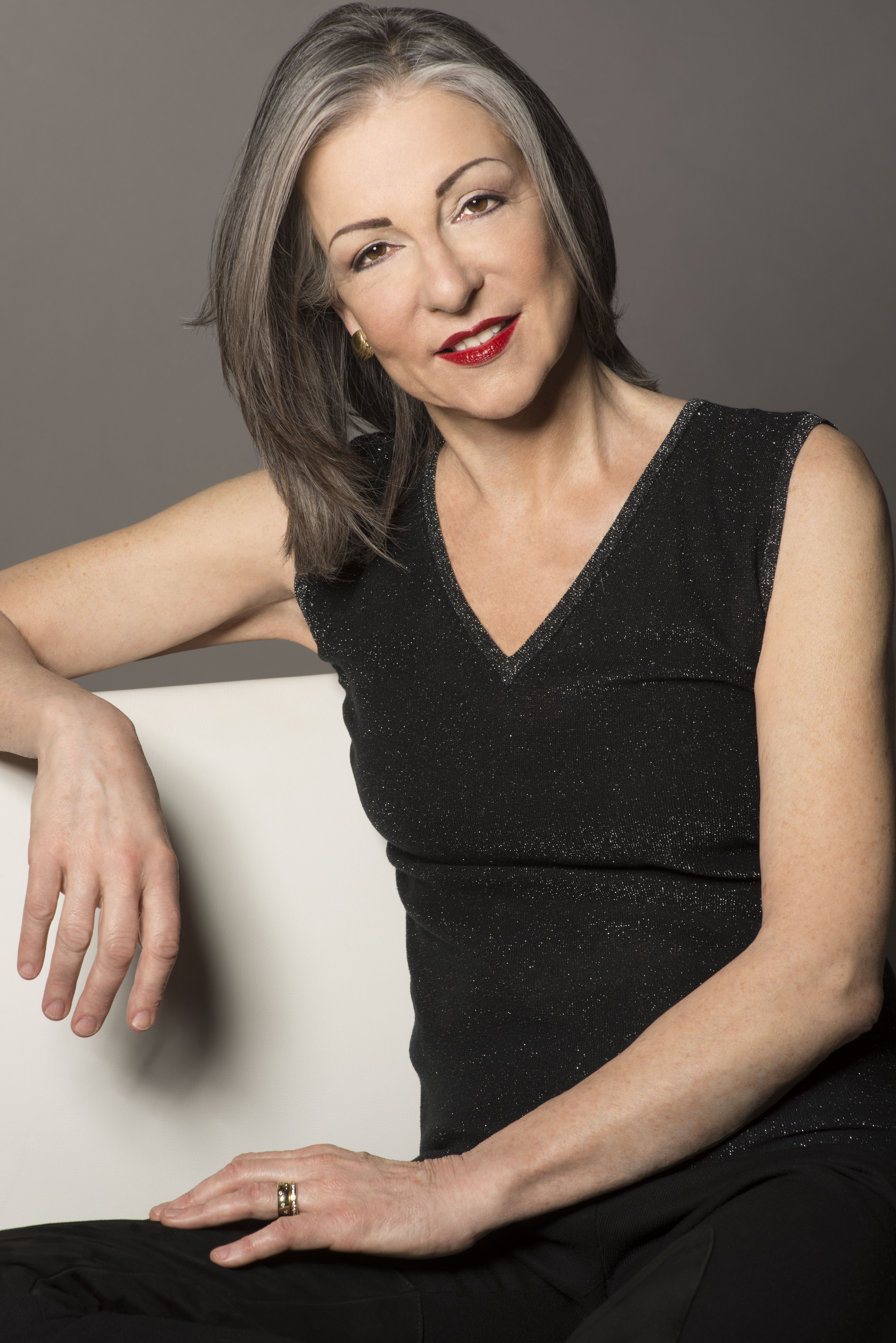
Ursina Caflisch (2015)

Ursina Caflisch (* 23. November 1951 in Chur) ist eine Schweizer Konzertorganistin.

## Leben
Ursina Caflisch belegte die Fächer Orgel, Kontrapunkt und Klavier an der Musikakademie Zürich, wo sie ihre Ausbildung beim Grossmünsterorganisten Hans Vollenweider 1975 mit dem Lehrdiplom für Orgel abschloss. 1976 bis 1979 studierte sie am Sweelinck Konservatorium in Amsterdam und erwarb dort als Schülerin von Piet Kee das Solistendiplom für Orgel. Begleitend zu ihrem Studium bildete sie sich bei Werner Jacob weiter und belegte Meisterkurse bei Luigi Ferdinando Tagliavini, Marie-Claire Alain und Anton Heiller.
Der Schwerpunkt von Ursina Caflischs Tätigkeit als Musikerin liegt bei der historisch informierten Aufführungspraxis.
1980 bis 2014 war Caflisch Organistin an der Kirche Neumünster in Zürich, wo sie 1980 den internationalen Zyklus Konzerte im Neumünster gründete.
2007 bis 2013 versah sie zusätzlich ein Pensum als Organistin an der Katholischen Stadtkirche St. Nikolaus in Frauenfeld.
2001 bis 2017 wirkte Ursina Caflisch als Dozentin für das Fach Orgel an der Hochschule Musik und Theater (heute Zürcher Hochschule der Künste) und am Konservatorium Zürich (heute Musikschule Konservatorium Zürich). Als Orgelsolistin konzertierte sie an zahlreichen historischen Orgeln in Europa. Für Tonträger spielte sie Werke von J.S. Bach, Johannes Brahms, Josef Rheinberger, César Franck, Charles-Marie Widor u. a. ein.

## Die Alte Tonhalle-Orgel im Neumünster
Als im Sommer 1986 die Alte Tonhalle-Orgel in der Tonhalle Zürich einem Orgelneubau weichen musste und von der Zerstörung bedroht war, setzte sich Ursina Caflisch erfolgreich für den Wiederaufbau des Instruments in der klassizistischen Kirche Neumünster (Zürich) ein. 1992 bis 1994 wurde das Instrument von der Orgelbaufirma Kuhn AG restauriert und 1995 von Ursina Caflisch eingeweiht.
1995 bis 2007 veranstaltete sie zusammen mit dem Verein der Musikfreunde Neumünster Orgelkonzert-Zyklen und Musikwochen, an denen das Instrument solistisch und zusammen mit Chören, Instrumentalisten und Gesangssolisten erklang. 2008 bis 2014 fand unter der künstlerischen Leitung von Ursina Caflisch jährlich ein Orgelkonzertzyklus mit der Alten Tonhalle-Orgel statt.

## Publikationen (Auswahl)
- Johannes Brahms’ Orgelwerke. In: Musik und Gottesdienst, Zeitschrift für evangelische Kirchenmusik, 51. Jahrgang, Heft 3, Basel 1997, S. 98–104.
- Die Alte Tonhalle-Orgel im Neumünster Zürich. Hrsg. vom Verein der Musikfreunde Neumünster. Zürich/Saland 1994.
- Zürichs Alte Tonhalle-Orgel im Neumünster. In: ars organi, Zeitschrift für das Orgelwesen, 43. Jahrgang, Heft 2, Kassel 1995, S. 111–114.

## Diskografie (Auswahl)
- Die Orgel in der Evangelischen Kirche St. Margrethen Ilanz. Werke von F. Liszt, J. S. Bach, J. Brahms und Ch.-M. Widor. Tonträger Turicaphon, Riedikon 1987.
- Improvisation über Psalm 121, in: Musiker, Orgeln, Improvisationen. CD. H. Mathis, Näfels 1989.
- Johannes Brahms: Orgelwerke. CD, Coronata, Ratingen 1996.
- Orgelkonzerte mit der Alten Tonhalle-Orgel. Werke von J. S. Bach, L. Vierne, C. Franck, J. G. Rheinberger. Zürich 1998.
- Josef Rheinberger: Sonaten für Orgel. CD. ifo, Zweibrücken 2001.
- 19th Century Organ & Choral Music. Werke von Forchhammer, Kirchner, Jucker und Rheinberger. Guild, 2005.
- Carillon de Westminster. Werke von J. S. Bach, J.G. Rheinberger, S. Rousseau, L. Vierne u. a., Guild 2010.